# Warren (Oregon)
Warren az Amerikai Egyesült Államok északnyugati részén, Oregon állam Columbia megyéjében, a Columbia-folyó partján, a Scappoose-öbölben, a 30-as út mentén, Scappoose-tól északra és St. Helenstől délre elhelyezkedő statisztikai- és önkormányzattal nem rendelkező település. A 2010. évi népszámláláskor 1787 lakosa volt. Területe 16,4 km², melyből 0,1 km² vízi.

## Történet
Első postahivatala 1885-től 1888-ig működött; nevét egy helyi lakostól, James Gilltől kapta, aki szülővárosa, a massachusettsi Warren után nevezte el. A hivatal később 1890-től újra működött, de ekkor már Gilltown néven, mivel Umatilla megyében már volt egy Warren nevű település. Gilltown 1895-től újra a Warren nevet viselte. A massachusettsi Warren postahivatala 1902-ben bezárt, a kisvárost pedig Myrickre keresztelték át.

## Éghajlat
A térség nyarai melegek (de nem forróak) és szárazak; a havi maximum átlaghőmérséklet 22 °C. A Köppen-skála alapján a város éghajlata meleg nyári mediterrán. A legcsapadékosabb a november–január, a legszárazabb pedig a július–augusztus közötti időszak. A legmelegebb hónap augusztus, a leghidegebb pedig december.
| Hónap                         | Jan.  | Feb.  | Már.  | Ápr. | Máj. | Jún. | Júl. | Aug. | Szep. | Okt. | Nov.  | Dec.  | Év    |
| ----------------------------- | ----- | ----- | ----- | ---- | ---- | ---- | ---- | ---- | ----- | ---- | ----- | ----- | ----- |
| Rekord max. hőmérséklet (°C)  | 17,2  | 21,7  | 27,8  | 32,2 | 38,9 | 40,0 | 41,1 | 41,7 | 41,1  | 34,4 | 22,2  | 16,7  | 41,7  |
| Átlagos max. hőmérséklet (°C) | 6,7   | 8,9   | 12,2  | 15,6 | 18,9 | 22,2 | 25,6 | 26,1 | 23,3  | 16,1 | 9,4   | 5,6   | 15,9  |
| Átlaghőmérséklet (°C)         | 3,6   | 5,0   | 7,5   | 10,0 | 13,1 | 16,1 | 19,2 | 19,5 | 17,0  | 16,4 | 6,2   | 2,8   | 11,4  |
| Átlagos min. hőmérséklet (°C) | 0,6   | 1,1   | 2,8   | 4,4  | 7,2  | 10,0 | 12,8 | 12,8 | 10,6  | 6,7  | 2,8   | 0,0   | 6,0   |
| Rekord min. hőmérséklet (°C)  | −12,8 | −15,6 | −17,2 | −6,7 | −8,3 | 1,1  | 3,3  | −1,1 | 1,1   | −6,7 | −12,2 | −17,2 | −17,2 |
| Átl. csapadékmennyiség (mm)   | 178   | 130   | 124   | 91   | 74   | 51   | 18   | 23   | 46    | 91   | 180   | 183   | 1189  |
| Forrás: The Weather Channel   |       |       |       |      |      |      |      |      |       |      |       |       |       |

## Népesség
A 2010-es népszámláláskor  1787 lakója, 705 háztartása és 551 családja volt. A népsűrűség 109,6 fő/km2. A lakóegységek száma 730, sűrűségük 44,8 db/km2. A lakosok 93,6%-a fehér, 0,3%-a afroamerikai, 1%-a indián, 1,2%-a ázsiai, 0,1%-a a Csendes-óceáni szigetekről származik, 1,2%-a egyéb, 2,7%-a pedig kettő vagy több etnikumú. A spanyol vagy latino származásúak aránya 2,9% (2,2% mexikói, 0,1% Puerto Ricó-i, 0,1% kubai, 0,5% egyéb spanyol vagy latino származású.)
A háztartások 23,4%-ában élt 18 évnél fiatalabb. 69,4% házas, 6,1% egyedülálló nő, 2,7% egyedülálló férfi, 21,8% pedig nem család. 15,6% egyedül élt; 6,8%-uk 65 éves vagy idősebb. Egy háztartásban átlagosan 2,53 személy élt; a családok átlagmérete 2,81 fő.
A medián életkor 48,9 év volt. Lakóinak 13,5%-a 18 évesnél fiatalabb, 3,6% 18 és 24 év közötti, 18,1%-uk 25 és 44 év közötti, 29,9%-uk 45 és 64 év közötti, 17,3%-uk pedig 65 éves vagy idősebb. A lakosok 50,2%-a férfi, 49,8%-a pedig nő.

## Fordítás
Ez a szócikk részben vagy egészben  a   Warren, Oregon című angol Wikipédia-szócikk ezen változatának fordításán alapul.  Az eredeti cikk szerkesztőit annak laptörténete sorolja fel. Ez a jelzés csupán a megfogalmazás eredetét és a szerzői jogokat jelzi, nem szolgál a cikkben szereplő információk forrásmegjelöléseként.